# Heinrich Christian Funck
Heinrich Christian Funck (Wunsiedel, 22 novembre 1771 – Gefrees, 14 aprile 1839) è stato un botanico tedesco.

## Biografia
Ottenne la sua prima formazione in farmacia a Ratisbona, e successivamente studiò a Salisburgo, Erlangen e Jena. Nel 1803 acquistò la farmacia di famiglia a Gefrees, dove svolse ricerche su crittogame, in particolare sui briofiti. Svolse ricerche botaniche vicino Fichtelgebirge e organizzò anche escursioni nelle Alpi di Salisburgo, in Italia, in Svizzera, e altri.
Nel 1834 cessò la sua attività presso la farmacia ad Gefrees al fine di dedicare più tempo alla botanica. Morì di ictus a Gefrees il 14 aprile 1839.

## Opere principali
- Kryptogamische Gewächse des Fichtelgebirges (Plantas criptógamas de Fichtelgebirge). Diecisiete libros, Leipzig (1803-1808)
- Deutschlands Moose- ein Taschen-Herbarium zum Gebrauch bei Excursionen (Musgos de Alemania - texto de bolsillo para el uso en excursiones de herbario). Birne, Bayreuth (1820)

| Funck è l'abbreviazione standard utilizzata per le piante descritte da Heinrich Christian Funck. Consulta l'elenco delle piante assegnate a questo autore dall'IPNI. |